# 足袋

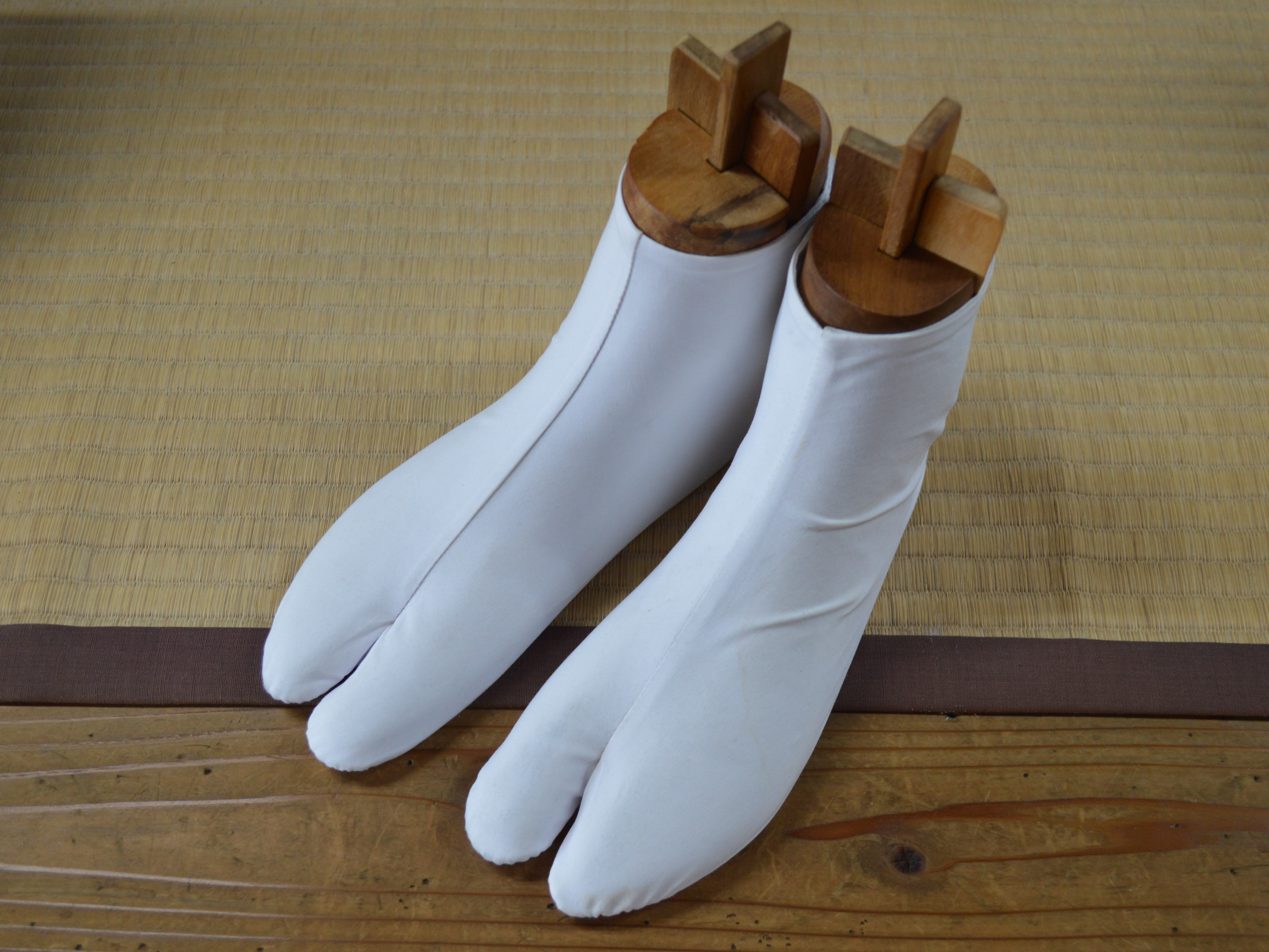
白足袋（行田足袋）

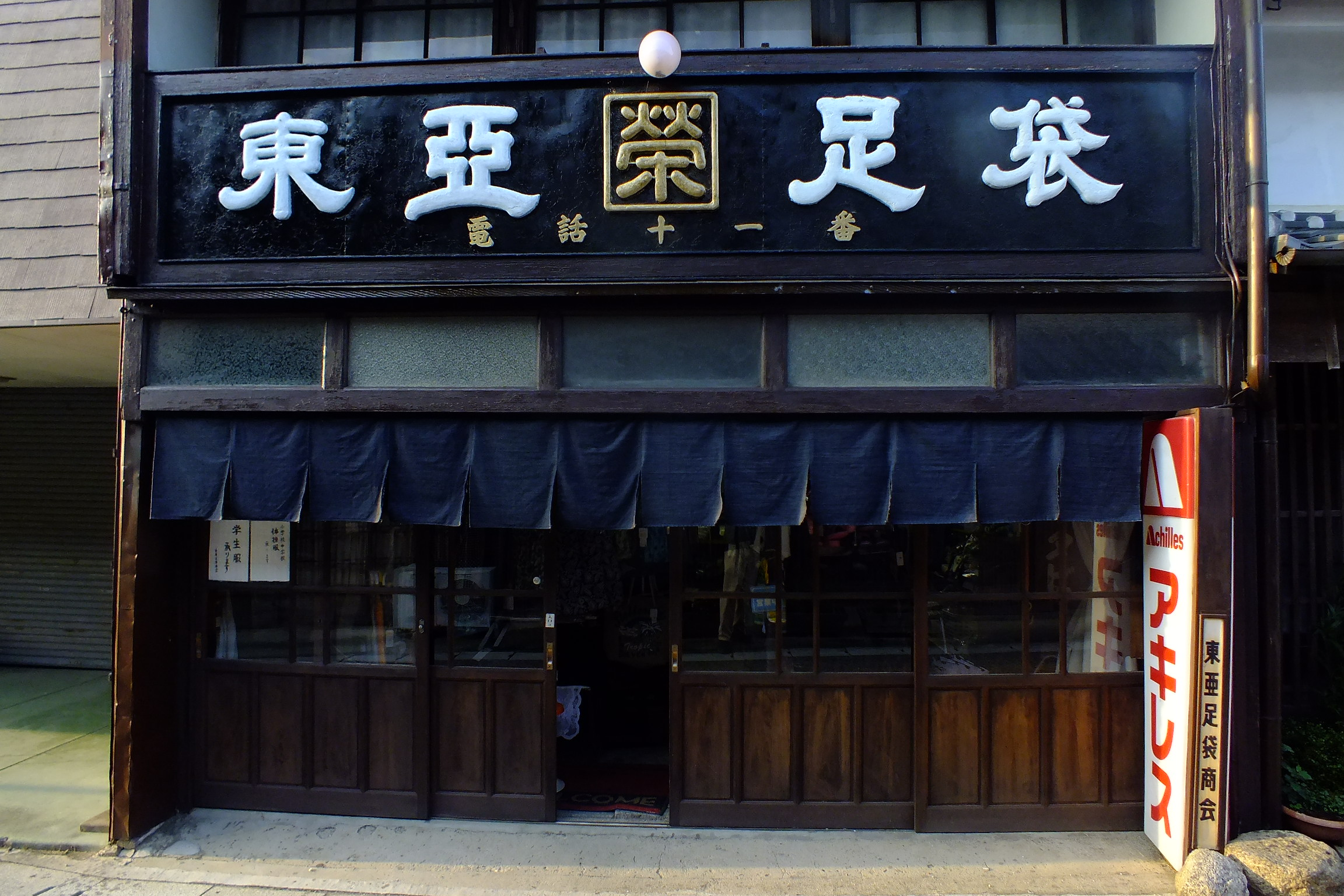
足袋販売店（関宿）

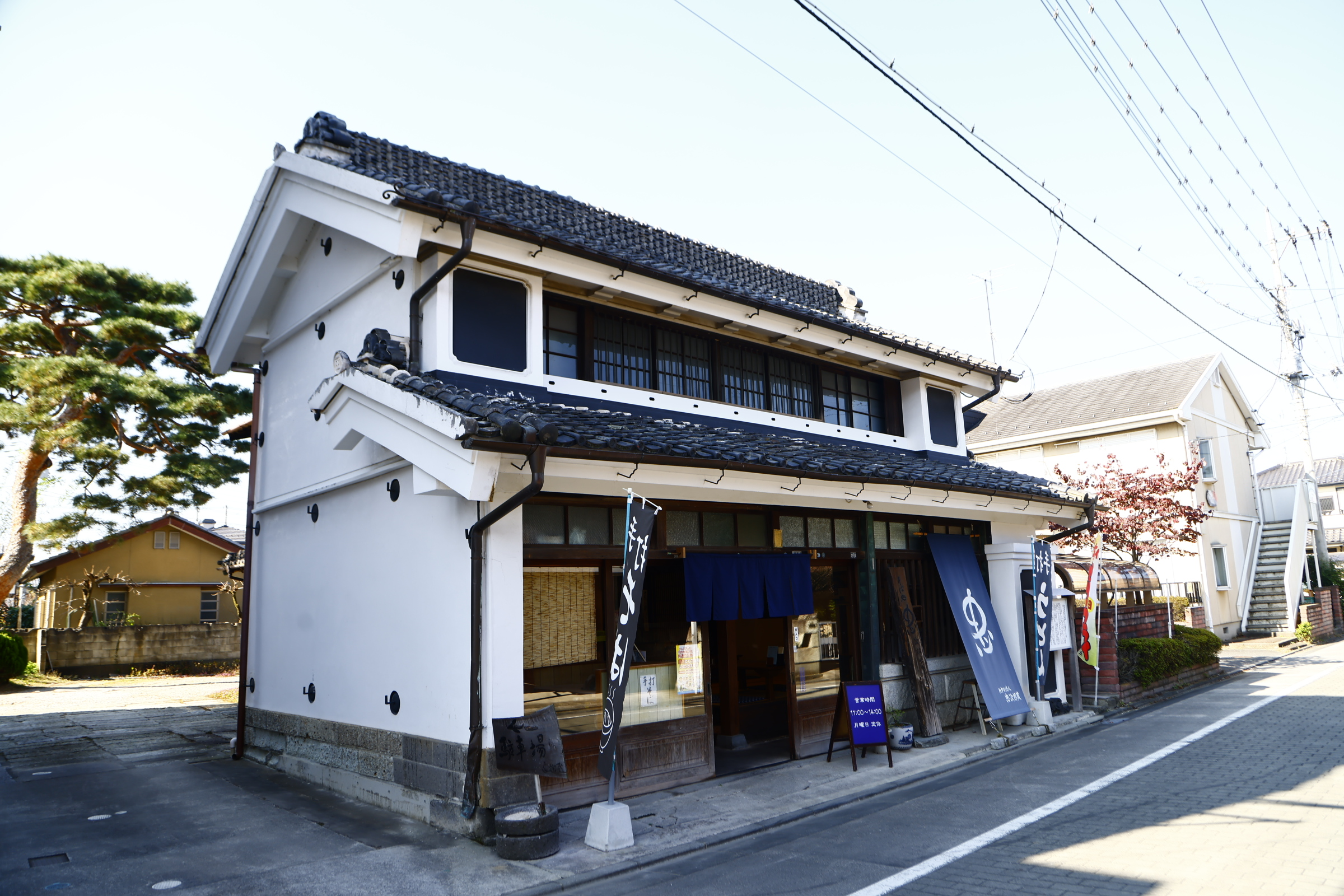
足袋蔵（埼玉県行田市）

足袋（たび）とは、和装の際に足に直接履く衣類の一種。日本固有の伝統的な衣類で、足に履く一種の下着である。木綿の布でできたものが一般的。小鉤（こはぜ）と呼ばれる特有の留め具で固定する。日本の伝統的な履物である草履・下駄・雪駄などを履く際に用いるため、爪先が親指と他の指の部分の2つに分かれている（叉割れ）。

## 歴史
足袋の起源は奈良時代には存在したとされるシタウズ（襪）と呼ばれるもので、富裕階級が用いた指の股の分かれていない鹿皮の一枚物から作られた外履きである単皮（タンピ）とも呼ばれた。この単皮（タンピ）が足袋（たび）の語源とされている。『倭名類聚抄』には多鼻（タビ）として記載がある。
室町時代から安土桃山時代にかけて特に紫色の革足袋が流行し、今日の歌舞伎、舞踊、狂言の色足袋に名残がみられる。
江戸時代になっても革製の足袋が多かった。革足袋の材料は正徳ごろまで外来ものが多かった。中国渡来の物を小人革と呼び、革うすく肌こまかに柔らかであった。ほかにシャムから来たシャム革があったが、小人革よりケバ立ちが早く厚いため、下品とされた。享保以降は国産の革が使われたが、ケバ立ちやすく質が悪かった。
それまで一般的だった革足袋は寛永16年（1639年）の鎖国令や明暦3年（1657年）の明暦の大火で次第に不足していき、それにかわって特有の臭いがなく履き心地の良い木綿足袋が男女ともに普及した。その初期において木綿足袋は長崎足袋とも呼ばれていた。これは肥前国名物であったためとされ、白木綿・無地染のほかに、箔絵の足袋や、染分け足袋もあったという。寛永ころの足袋はうねざしにした足袋が当時の流行だったとみえる（「東海道名所記」より）。うねざしとはさらし木綿に絹糸で刺したものである。うねざしの足袋は寛文から元禄に至るまでも流行したと見え、西鶴の「一代女」にもその記述がある。当時の足袋は一般に足首の部分を覆うほど筒が長かった。元禄ごろになって、木綿足袋は勢州山田・上州高崎が名産地とされ、特に高崎産の足袋は筒短く、高崎足袋と呼ばれた。
当時の女性の内職に、足袋さしがあり、また足袋用木綿生地も別で生産されていた。アヤ織の厚い木綿地「雲斎織」などが出現した。西鶴の「一代男」には「雲斎織の袋足袋」との記述がある。袋足袋とは糸をさしてない足袋のことである。雲斎織は当時の伊達者たちに愛用されていたらしく、一般には、うねざしの木綿足袋を履いていたようである。そのほか、贅沢な繻子足袋なども一部に広がった。また小紋の足袋もあったという。
享保になって、はじめて筒の短い足袋が一般化し、これを半靴と称した。また徳川吉宗は鷹狩りに紺足袋を履いたので、それが武家風俗に入り、やがて町人も真似することになった。当時の色調はまちまちであったが、次第に白と紺に落ち着く傾向にあった。晒の袋足袋や薄柿色の足袋はわるい好みとされ、まだ柿染めのような足袋も見られた。そのほかに薄鼠、千種染めなども見られたという。宝暦年間に夏足袋ができて以降、一年中履かれるようになったという。製法も次第に精巧になり、表の生地や底の生地の耐久力も増してきた。底は雲斎や刺底によって、木綿底より強くなったが、なお破損しやすいので、信州から産出した信州裏が専用にされた。のちには江戸で作られるようになったが、なお信州裏と呼ばれた。

## 足袋の構造
足袋は甲と底に分けられ、甲はさらに親指側の内甲と4本指が入る外甲に分かれている。
足袋の留め具も紐、ボタン、こはぜと変化した。
初期の足袋は足首部分に紐が縫い付けてあり、紐を結ぶことで脱げ落ちないように留めていた。さらに木綿製足袋の普及と同時に、紐止め式からボタン止め式へと足袋を留める方式は変化していった。
現在の足袋は「小鉤（こはぜ）」（甲馳、牙籤、甲鉤、骨板）と呼ばれる金属製の金具（ホック）を「受け糸」（または掛け糸）と呼ばれる糸のループに引っ掛けて留めるようになっているが、この方式は江戸後期から明治前期にかけて普及したものである。

## 足袋の種類

### 素材等による分類

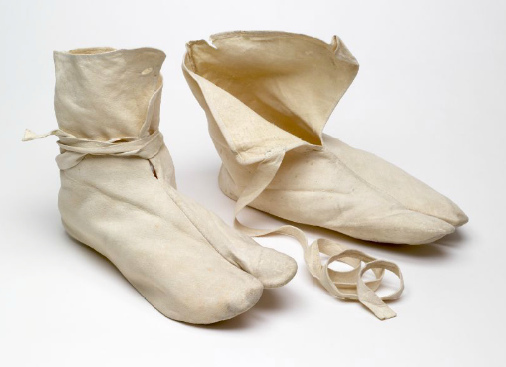
20世紀初頭の足袋

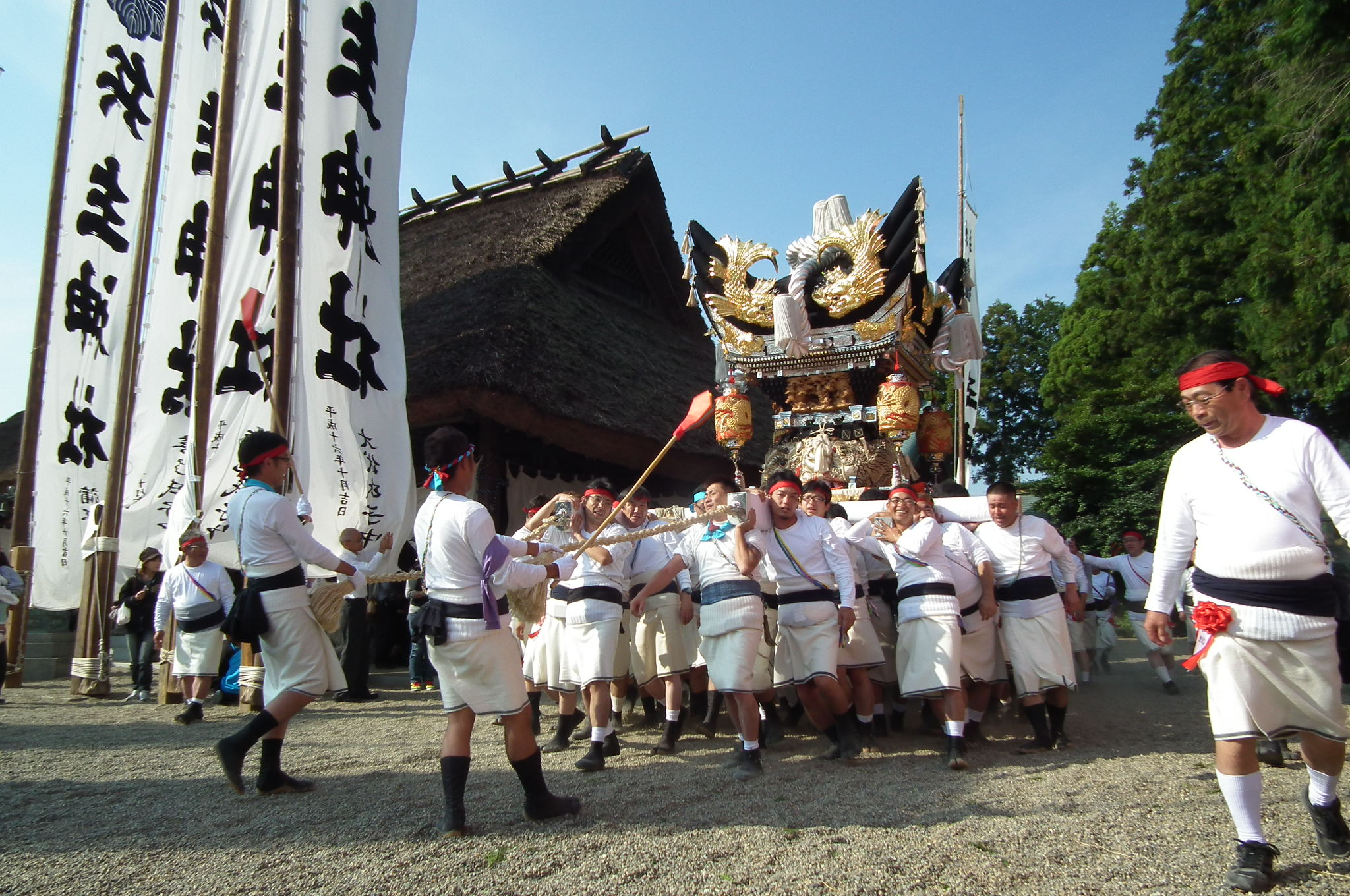
黒足袋を履いた男たちによって担がれる祭りの神輿（西脇市兵主神社）

皮足袋
足袋は本来皮革をなめして作られたものであり、江戸時代初期までは布製のものは存在しなかった。皮足袋は耐久性にすぐれ、つま先を防護し、なおかつ柔軟で動きやすいために合戦や鷹狩りなどの際に武士を中心として用いられたが、戦乱が収まるにつれて次第に平時の服装としても一般的に着用されるようになった。布製の足袋が登場するにいたって皮足袋は姿を消し、現在ではごく特殊な場合を除いて見かけることはないが狂言の舞台で用いる黄色い足袋（狂言足袋）は皮製の足袋の外見を真似て考案されたものである。
白足袋
白足袋は主として改まった服装の際や慶弔等の行事ごとの際に用いられる。殊に儀式用・正装用というわけではないが、黒足袋・色足袋が平服にしか合わせられないのに対し、白足袋は平服から礼服まで広汎に着用することができる点に特色がある。特に茶人や僧侶、能楽師、歌舞伎役者、芸人などはほとんどの場合白足袋をはいており、こうした人々を総称して「白足袋」と称するならいがある。
能舞台、所作板、弓道場などは白足袋着用でなければあがれないことが多く、土俵上でも白足袋以外の着用は認められない。これらの例からもわかるように白足袋は清浄を示す象徴であり、ほかの足袋とは性格の異ったものとして扱われている。江戸時代からはメリヤス編み技法でも盛んに作られた。また現在流通している国内産のものはメリヤス編みである。
黒足袋
男性が平服の際にのみ用いる。一説には白足袋のように汚れが目立たず経済的であるところから考案されたともいい、江戸時代には勤番武士が多く黒繻子の足袋を履いていたことから、こうしたことを理由として黒足袋を嫌う人も多い。なお弔事に黒足袋を用いるとするのは俗説もしくは明治時代以降のきわめて特殊な慣習であって、本来慶弔にかかわらず正装の際には白足袋しか用いることはできない。
からす足袋と呼ばれる紺木綿黒底足袋などは表生地／底生地に紺や黒の生地を使用し舞台の黒子が動いたときに白い部分が目立たないようなものもある。
色足袋・柄足袋
白黒以外の色や柄ものの足袋。女性が通常使用するもの。男性の場合、昔はごく一部の伊達者のみが使用していたが、現代では女性同様に着物の柄に合わせて選ぶことも珍しくない。
ニット足袋
伸縮性のあるニット生地が使用されているもの。織物で作られている足袋はセンチきざみでサイズが設定されているのに対し、ニット製品は生地の伸縮性を生かし、S/M/L/2L/3L/4Lと各サイズ設定に幅を持たせている。織物を使用して作られた足袋より拘束性も小さく靴下に近い履き心地が得られるのが特徴。以前はニット製品であるがため、足の形が表面化し正装には向かないという考え方が強かったが現在ではそのような考え方も若干薄れ、広く使用されるようになった。ニット製品の呼称は通常ストレッチ足袋と呼ばれることが多い。そのほか、足袋の上に履くたびカバーと呼ばれる製品もトリコットなど伸縮性のある素材で作られている。
別珍足袋
ベッチン素材を使用した足袋。保温性に優れ、冬場などには重宝された。埼玉県行田市で生産される行田足袋の知名度が高かった。
ハイソックス足袋
ハイソックス状に丈を長くした足袋。ニット足袋の仲間。歩行時、着物の裾が捲れて臑が見えるのを嫌う人が履くことがある。通常の足袋と併用する和装ストッキングの役割と同じ。
ヒール足袋
シークレット足袋とも呼ばれる。背丈を高くして和服の着姿を美しく見せるため、踵部分にヒール芯というクサビ状の台を挿入できるよう仕立てられた専用の足袋。最下部のコハゼよりも下側にヒール芯を挿入できるスペースを持つ。ヒール芯を安定させる目的で、コハゼの数は5枚の深型の物が多い。足袋に内蔵するヒール芯後端の高さは概ね3cm程度で、その高さの分、草履を脱いで上がった室内でも常に脚を長く見せることが可能。ただし踝の位置が不自然に高くなるため、普通の足袋ではないことが一目で判る。装着時、ヒール芯は足には直接固定されず、ヒール芯の上に乗った状態でヒール専用足袋が足とヒール芯を一緒に包んで固定する方式を取るため、たとえ3cm程度の高さとはいえど、歩行時には足首の不安定さを伴う。ヒール芯の長さは概ね土踏まずから踵後端までの短い物が主流だが、爪先から土踏まずまでを3～5mm程度の薄いプレートでカバーし、土踏まずから踵までをクサビ状に盛り上げて足裏全体をカバーする、足袋底と同形状の長い物も存在する。構造上、長い物は爪先から踵部にかけて緩やかに盛り上がる形状により足との固定力が高くヒール部のグラつきが比較的少ないが、足裏全体に板状の芯を介して布製の足袋底が床と接するため、摩擦係数の低い床上では滑りやすく危険を伴うことがあり、足袋底には滑り止め加工を施すことが好ましい。
足袋下（足袋ソックス）
靴下タイプの足袋。商品名「タビックス」など。

### 留め具による分類
紐足袋
紐足袋は紐を使って着装する足袋である。足首部が長くなっており、2本の紐で筒部に巻き込んで使用した。幕末には片紐のものもあったが、紐足袋は姿を消した。
釦足袋（ボタン足袋）
釦足袋はボタンを使って着脱する足袋で井原西鶴の「好色一代男」にも記述がある。
鞐足袋（小鉤足袋、こはぜ足袋）
鞐足袋（小鉤足袋、こはぜ足袋）は小鉤（こはぜ）を使って着脱する足袋で元禄時代には一般的に用いられるようになっていた。

### 地下足袋等
地下足袋
丈夫な生地で作られた足袋本体の底部にゴム底を貼り付け、直接屋外で履く事ができるようにしたもの。
祭足袋
祭足袋は、ゴム底を貼り付けた地下足袋の一種であるが、本体は通常の足袋と同じ素材で作られ爪先や踵に補強布がない。ゆえに、ゴム底を見られない限りは通常の足袋と見分けが付かないのが特長で、屋外、屋内を問わず足袋裸足状態で使用する際、通常の足袋の外観を確保しながら滑り止め効果のあるゴム底によって、高い運動性を両立したい場合に用いられる。神輿担ぎ、和太鼓演奏、和装でのダンス、時代劇の殺陣等で多く用いられる。
ゴム引き足袋
屋外で足袋裸足の状態で着用するため、足袋底周辺にゴム引き加工を施した物。地下足袋や祭足袋に比べてゴムの厚みが薄い。阿波踊り等で使用される。

## 足袋の素材
皮足袋では、熊皮、鹿皮、猿皮が用いられた。毛皮を使ったものは毛足袋（けたび、アブケグルミ、すべ）という。
木綿足袋は平織で白生地の足袋が一般的である。一般的には表／裏／底共に綿素材が使用されるが戦後化繊の流入により綿／ポリエステル混紡生地やナイロン糸トリコット足袋などが発生してきた。素材別の足袋は綿などの織物とトリコットなどの編み物に分類される。綿等の織物で作られた足袋は大きく伸縮することが難しいのでサイズ構成もセンチ単位だが、編み物等ニット製品で作られた足袋は伸縮にゆとりがあるため、多くはS/M/L/2L/3L/4Lとサイズ表示される。

## 足袋の寸法
かつては文数で表記されていたが、現在はcm表記が広く用いられている。更に各メーカーに独自の幅表記がある。ほとんどの既製品は人差し指の先が親指より短くなっているが、人差し指が親指より先に出る型もメーカーによっては少数ながら生産されている。

## 足袋カバー
足袋カバーは和装で訪問などを行なう際、屋外移動時に装着中の足袋を汚れから保護する目的で重ね履きする足袋型のカバーである。基本的な構造は通常の足袋と変わらないが、汚れが付きにくい素材を使用する。また足袋の汚れ防止目的で装着するため、マナーとして訪問先の座敷に上がる前に玄関先で取り外す必要があることから、短時間で簡単に脱着できるよう留め具にはコハゼを使用しない靴下状の物もある。さらに和装のまま家事を行なう際に足袋の上から重ね履きする場合もあり、活動しやすいよう底がゴムで滑り止め加工されていたり、本体に撥水加工が施された足袋カバーも存在する。

## 生産

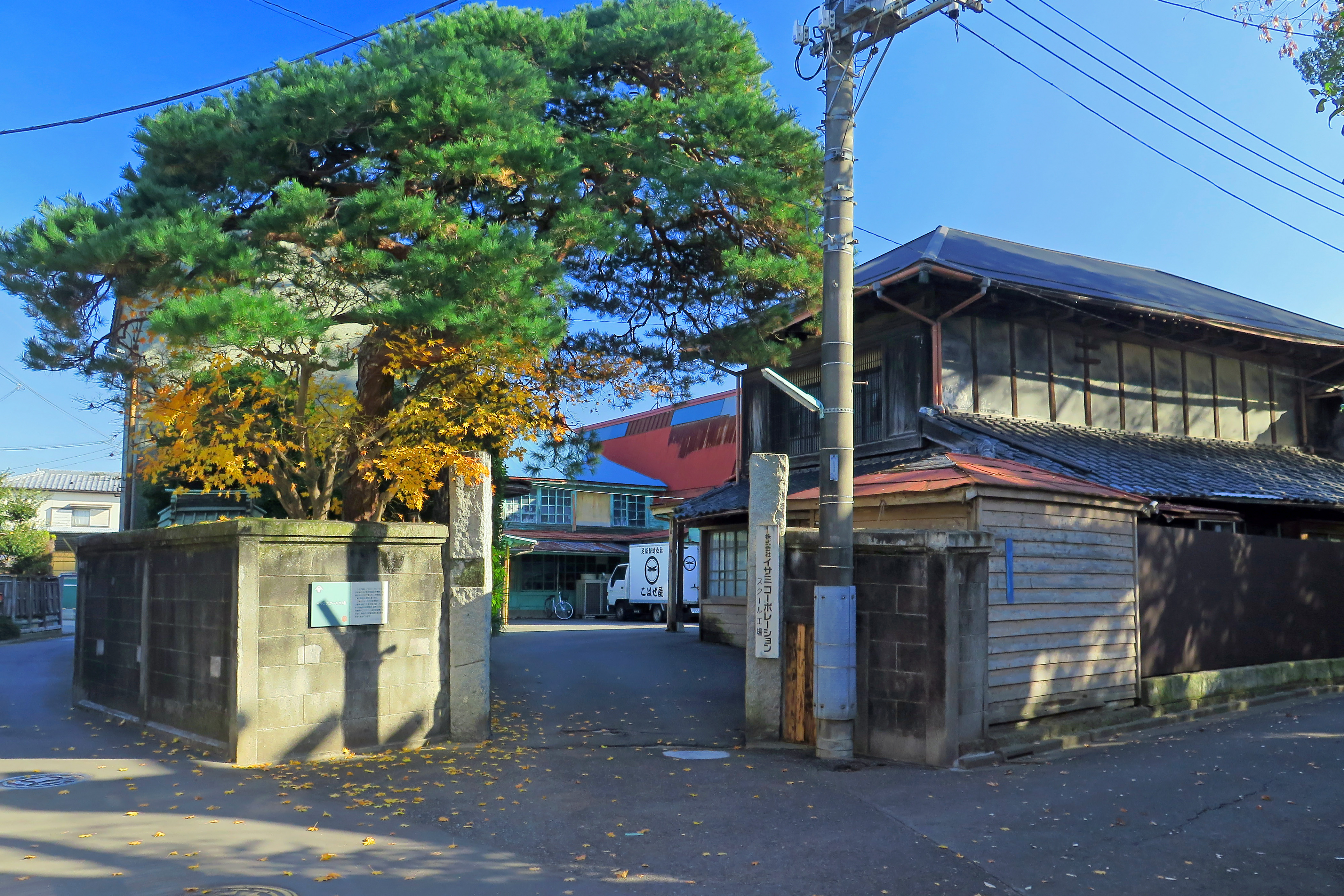
埼玉県行田市にあるかつての大規模足袋工場

経済産業省が2010年度に行った工業統計調査によると、全国足袋類の年間出荷額は約26億円である。
都道府県別に見ると、徳島県の年間出荷額は約8億円。次いで埼玉県が約5億円で、岡山県が約1億円となる。
徳島県は全体出荷額の約30%を占めており、足袋の名産地として知られている。
2004年4月に徳島県足袋工業会の足袋が、徳島県伝統的特産品に選出される。
1938年時点では埼玉県で8400万足が生産されており、行田足袋として知られる埼玉県行田市が全国生産の約80%を占めていた時代もあった。行田市にある足袋の保管庫は足袋蔵と呼ばれ、「足袋蔵のまち行田」として日本遺産に認定されている。また、「行田の足袋製造用具及び製品」が国の登録有形民俗文化財となっている。

## 健康
足袋は歩く際、足の指でしっかりと地面をつかむので筋肉が自然と鍛えられるので、外反母趾の予防になる。

## 足袋製造会社
- フクスケ (福助足袋)
- ガクヤ (楽屋足袋)
- ブンラク（文楽足袋）
- エビス (ゑびす足袋)
- きねや足袋
- 美津菱足袋
- むさしや
- 大野屋總本店
- めうがや
- キントキ